# German-American Day
Der German-American Day (zu deutsch Deutsch-Amerikanischer Tag) ist ein Feiertag in den Vereinigten Staaten von Amerika, der jährlich am 6. Oktober begangen wird. Der Feiertag erinnert an das deutsche Erbe in Nordamerika und nimmt Bezug auf die Stadtgründung Germantowns, deren Gründer unter der Führung des deutschen Juristen und Schriftstellers Franz Daniel Pastorius am 6. Oktober 1683 in Philadelphia landeten.
Obwohl die Siedlung als Germantown gegründet wurde, war der größte Teil der 13 ursprünglichen ausgewanderten Quäker- und Mennonitenfamilien niederländischer und Schweizer Herkunft, die zuvor vom Theologen Pastorius mit dem Versprechen der Religionsfreiheit für die Überfahrt in das von William Penn gegründete Pennsylvania geworben wurden. Die Schweizer und Niederländer waren, bevor sie nach Amerika auswanderten, wegen religiöser Verfolgung des mennonitischen Glaubens in der Schweiz und den Niederlanden in das heutige Deutschland umgesiedelt. Die Schweizer Mennoniten waren vor ihrer Auswanderung wohnhaft in Kriegsheim, Rheinland-Pfalz, wohingegen die größere Gruppe Niederländer aus Krefeld auswanderten. Zwischen 1683 und 1709 stellten die Niederländischsprachigen die Bevölkerungsmehrheit Germantowns, danach wurden die Ureinwohner schnell von späteren und größeren deutschen Emigrationswellen assimiliert.
Nach der Atlantiküberquerung gründete die Gruppe in die Nähe von Philadelphia am 26. Oktober des gleichen Jahres den Ort Germantown (Pennsylvania Dutch: Deitscheschteddel). Hierbei handelte es sich um die erste deutsche Siedlung in den Dreizehn Kolonien.
Erstmals gefeiert wurde der Deutsch-Amerikanische Tag im 19. Jahrhundert. Bedingt durch den Ersten Weltkrieg und die während dieser Zeit vorherrschende anti-deutsche Stimmung in den Vereinigten Staaten starb diese Tradition jedoch aus.
Erst 1983 wurde sie wiederbelebt, als der damalige Präsident Ronald Reagan den 6. Oktober zum German-American Day ausrief, um den 300. Jahrestag der Immigration von Deutschen und ihrer Kultur in die Vereinigten Staaten zu feiern und zu ehren. Am 6. August 1987 bewilligte der Kongress der Vereinigten Staaten eine Resolution, die den 6. Oktober zum German-American Day erklärte. Mit der Unterzeichnung durch Präsident Reagan am 18. August wurde der Tag gesetzlich verankert. Die offizielle Verkündigung fand am 2. Oktober 1987 im Rahmen einer offiziellen Zeremonie im White House Rose Garden statt, bei der Präsident Reagan die Amerikaner dazu aufrief, den Tag mit adäquaten Zeremonien und Aktivitäten zu begehen.